# محمد رضوان (لاعب كرة قدم مواليد 1980)
محمد رضوان (بالإندونيسية: Muhammad Ridwan)‏ هو لاعب كرة قدم إندونيسي، ولد في 8 يوليو 1980 في سمارانغ في إندونيسيا. شارك مع منتخب إندونيسيا تحت 23 سنة لكرة القدم ومنتخب إندونيسيا لكرة القدم. أما مع النوادي، فقد لعب مع برسيب باندونغ ونادي سريويجايا.

## وصلات خارجية
- محمد رضوان (لاعب كرة قدم) على موقع قاعدة بيانات كرة القدم.إي يو (الإنجليزية)
- محمد رضوان (لاعب كرة قدم) على موقع ناشيونال فوتبول تيمز (الإنجليزية)
- محمد رضوان (لاعب كرة قدم) على موقع Soccerway.com (الإنجليزية)